# Mihaela Dascălu
Mihaela Dascălu (Brașov, 12 de febrero de 1970) es una deportista rumana que compitió en patinaje de velocidad sobre hielo.
Ganó una medalla de bronce en el Campeonato Mundial de Patinaje de Velocidad sobre Hielo de 1994. Participó en tres Juegos Olímpicos de Invierno, en los años 1992 y 1998, ocupando el sexto lugar en Albertville 1992 (1000 m) y el octavo en Lillehammer 1994 (1500 m y 3000 m).

## Palmarés internacional
| Campeonato Mundial | Campeonato Mundial     | Campeonato Mundial | Campeonato Mundial    |
| Año                | Lugar                  | Medalla            | Prueba                |
| ------------------ | ---------------------- | ------------------ | --------------------- |
| 1994               | Butte (Estados Unidos) | Medalla de bronce  | Clasificación general |